# Salt (Spanyolország)
Salt település Spanyolországban, Girona tartományban. Salt Girona, Vilablareix, Bescanó és Sant Gregori községekkel határos. Lakosainak száma 33 904 fő (2024).

## Népesség
A település népessége az elmúlt években az alábbi módon változott:
| Lakosok száma | 122  | 2105 | 5674 | 6241 | 21 939 | 27 370 | 30 304 | 30 103 | 31 362 | 33 904 |
|               | 1717 | 1887 | 1936 | 1955 | 1991   | 2005   | 2010   | 2014   | 2019   | 2024   |